# Culex mindanaoensis
Culex mindanaoensis är en tvåvingeart som beskrevs av Francisco E. Baisas 1935. Culex mindanaoensis ingår i släktet Culex och familjen stickmyggor.
Artens utbredningsområde är Filippinerna. Inga underarter finns listade i Catalogue of Life.